# Cafetière napolitaine
La cafetière napolitaine ou cafetière Morize est une cafetière à filtre pour cuisinière inventée à Paris au XIXe siècle..

## Historique
L’invention de la cafetière napolitaine est due à un ferblantier français du no 10 rue Boucher, à Paris, près du Pont-Neuf, du nom de Jean-Louis Morize, qui a mis au point une nouvelle cafetière à double filtre sans évaporation, pour remédier à plusieurs inconvénients que présentait le modèle de cafetière dit « à la Dubelloy »,, (voir ci-dessous). L'appareil, pour lequel le ferblantier avait obtenu en 1819 un brevet d’invention de cinq ans, se composait d’un récipient pour l’eau, dont le goulot était fermé avec un bouchon, de trois filtres superposés et d'un autre compartiment en haut. Amovibles, les filtres se nettoyaient aisément et ne pouvaient jamais s'engorger, conservant au café son parfum. Dans cette cafetière, il suffisait de mettre de l’eau claire dans la partie inférieure de la cafetière jusqu’à la hauteur du dessous de la gorge intérieure, de remplir ensuite de café l’intervalle entre le tamis du milieu et le tamis inférieur, puis de recouvrir le café sans le presser avec les filtres et la partie supérieure de la cafetière, avant de la mettre sur le feu. Au moment où l’eau contenue dans la cafetière entrait en ébullition, ce qui était visible par la vapeur sortant du bec resté ouvert, on remettait le bouchon, et on retirait aussitôt la cafetière du feu pour la retourner rapidement sens dessus dessous. L'eau s’infiltrait alors à travers le café. On pouvait varier le nombre de tasses en diminuant les doses d’eau et de café.
Ce modèle de cafetière s’est ensuite répandu dans toute l’Italie pour préparer le café à la maison. Il est encore fabriqué de cette façon traditionnelle, même dans les types de conception les plus modernes. Fabriquée à l’origine en cuivre, la version traditionnelle a cédé la place à l’aluminium après 1886. À partir du milieu du XXe siècle, la cafetière napolitaine, où elle est appelée cuccumella, a progressivement été remplacée ou supplantée par la macchinetta, plus moderne, plus rapide et facile à utiliser.

## Fonctionnement
Cette cafetière est constituée d’un réservoir à eau dans la partie haute, d’un filtre central contenant du café finement moulu et d’un réservoir en bas muni d’un bec verseur. L’eau est chauffée en posant la cafetière à l'envers sur une cuisinière ou toute autre source de chaleur. La vapeur de l’eau qui chauffe fait une pré-infusion à l'intérieur du filtre à café. Lorsque l’eau bout, la cafetière est retirée du feu et retournée afin que l'eau passe à travers le filtre. Le réservoir d’eau du haut et le filtre sont ensuite retirés et le café peut être servi.

## Cafetière à la Dubelloy
La cafetière à la Dubelloy, ancêtre de la cafetière napolitaine, « est composée de deux parties avec, à leur jonction, un filtre constitué d’une grille et d’un couvercle métallique percés de trous où est tassée (foulée) la poudre de café. On [verse] l’eau chaude dans la partie haute, elle [passe] à travers le café et [est] récupérée dans la partie basse ». Elle est inventée à la fin du XVIIIe siècle par François-Antoine-Henri Descroizilles (1751-1825),,. Le système est présenté à l’abbé Du Belloy, ex-évêque de Marseille et futur archevêque de Paris. Il le popularise et lui donne son nom,, qui connaitra plusieurs variations : cafetière de De Belloy, cafetière Du Belloy, dubelloire, débelloire.